# Zurück in die Schule
Zurück in die Schule ist eine deutsche Quizshow, die seit August 2022 bei Sat.1 ausgestrahlt wird. Moderiert wird die Sendung von Jörg Pilawa.

## Konzept
In jeder Folge treten vier prominente Kandidaten an, um eine reale Grundschulprüfung zu absolvieren.

### Staffel 1
Bei jedem Kandidaten wird zu Beginn ein Einspielfilm gezeigt, wo dieser in einem Klassenzimmer in zwei Fächern von je einem Grundschüler geprüft wird. Anschließend wird jeder Kandidat im Studio von einer Lehrperson in einem vorbereiteten sowie in einem Überraschungsfach geprüft. Zuletzt müssen alle Kandidaten gleichzeitig eine schriftliche Prüfung innerhalb weniger Minuten lösen. Danach wird für jeden Kandidaten eine Note generiert, welche sich aus dem Mittel der drei Prüfungen ergibt, die im Studio durchgeführt wurden. Derjenige mit der besten Note ist Sieger einer Folge. Der für die Sendung erstellte „Lehrplan“ sieht Prüfungen in sieben Fächern vor: Deutsch, Mathematik, Englisch, Heimat- und Sachkunde, Sport, Kunst und Musik.

### Staffel 2
Pro Folge steht eine Gastgeber-Grundschule im Mittelpunkt. Bei jedem Kandidaten wird zu Beginn ein Einspielfilm gezeigt, wo dieser in einem Klassenzimmer von zwei Grundschülern auf die große Abschlussprüfung in der Show vorbereitet wird. In jeweils zwei Fächern muss die Prüfung mündlich abgelegt werden, bevor es in die finale schriftliche Prüfung in einem weiteren Fach geht. Diese besteht aus einer mehreren Teilaufgaben mit einer Bearbeitungszeit von nur drei Minuten. Bewertet werden die Prüfungen durch ein Kollegium aus fünf Grundschullehrpersonen. Je besser die Noten der Promis ausfallen, desto mehr Geld gibt es für die Schulkasse der jeweiligen Gastgeber-Grundschule. Der für die Sendung erstellte „Lehrplan“ sieht Prüfungen in acht Fächern vor: Deutsch, Mathematik, Englisch, Sachkunde, Kunst, Religionen, Sport und Musik.

## Episoden
Die vier Folgen von Staffel 1 wurden im August 2022 im Studio Berlin Adlershof von der Cheerio Entertainment GmbH produziert. Staffel 2 wurde im Mai 2023 in den MMC-Studios in Köln-Ossendorf aufgezeichnet.
| Staffel | Folge | Datum              | prominente Kandidaten 1 | prominente Kandidaten 1 | prominente Kandidaten 1  | prominente Kandidaten 1 |
| ------- | ----- | ------------------ | ----------------------- | ----------------------- | ------------------------ | ----------------------- |
| 1       | 1     | 24. August 2022    | Gülcan Kamps            | Joey Heindle            | Patrick Lindner          | Marcel Reif             |
| 1       | 2     | 31. August 2022    | Meltem Kaptan           | Claudia Effenberg       | Britt Hagedorn           | Matze Knop              |
| 1       | 3     | 7. September 2022  | Kristina Schröder       | Sonya Kraus             | Martin Semmelrogge       | Eko Fresh               |
| 1       | 4     | 14. September 2022 | Abdelkarim              | Wotan Wilke Möhring     | Marijke Amado            | Janine Kunze            |
| 2       | 1     | 25. August 2023    | Meret Becker            | Mirja Boes              | Bastian Bielendorfer     | Nelson Müller           |
| 2       | 2     | 1. September 2023  | Heinz Hoenig            | Laura Karasek           | Jochen Breyer            | Ross Antony             |
| 2       | 3     | 8. September 2023  | Tom Beck                | Evelyn Weigert          | Jörg Wontorra            | Enie van de Meiklokjes  |
| 2       | 4     | 15. September 2023 | Smudo                   | Melissa Khalaj          | Katrin Müller-Hohenstein | Mathias Mester          |

## Einschaltquoten
| Staffel | Folge | Datum         | Zuschauer Gesamt | 14 bis 49 Jahre | Marktanteil Gesamt | 14 bis 49 Jahre | Quelle |
| ------- | ----- | ------------- | ---------------- | --------------- | ------------------ | --------------- | ------ |
| 1       | 1     | 24. Aug. 2022 | 1,53 Mio.        | 0,44 Mio.       | 7,3 %              | 9,6 %           | [ 1 ]  |
| 1       | 2     | 31. Aug. 2022 | 0,86 Mio.        | 0,30 Mio.       | 4,0 %              | 6,2 %           | [ 2 ]  |
| 1       | 3     | 7. Sep. 2022  | 1,08 Mio.        | 0,37 Mio.       | 4,9 %              | 7,0 %           | [ 3 ]  |
| 1       | 4     | 14. Sep. 2022 | 1,09 Mio.        | 0,37 Mio.       | –                  | 7,0 %           | [ 4 ]  |
| 2       | 1     | 25. Aug. 2023 | 1,22 Mio.        | 0,40 Mio.       | 5,8 %              | 9,6 %           | [ 5 ]  |
| 2       | 2     | 1. Sep. 2023  | 0,96 Mio.        | 0,22 Mio.       | 4,5 %              | 5,6 %           | [ 6 ]  |
| 2       | 3     | 8. Sep. 2023  | 0,89 Mio.        | 0,28 Mio.       | 4,5 %              | 7,6 %           | [ 7 ]  |
| 2       | 4     | 15. Sep. 2023 |                  |                 |                    |                 |        |